# Самійло Калниболоцький
Самійло Калниболоцький (нар. ? — пом. 1815) — український військовий діяч, кошовий отаман Задунайської Січі у 1809–1813 роках.

## Життєпис
Про дату та місце народження невідомо. Брав участь у складі задунайського війська в російсько-турецькій війні 1806–1812 років. У 1809 році обирається кошовим отаманом. На чолі задунайців стояв під Рущуком, де звитяжно бився проти росіян. Водночас під приводом війни зумів виторгувати в османського уряду збільшення жалування та харчів.
У 1811 році розпочав військові дії проти дончаків-некрасівців. Зрештою зумів захопити їх «столицю», завдавши вирішальної поразки. Усі землі некрасівців перейшли до задунайців. Кошовий зробив селище Верхній Дунавець головним містом Задунайської Січі, так званої Дунавецької Січі. Дотепер Верхній Дунавець залишається одним із центрів українства в Румунії. Зараз у цьому селі, що знаходиться на території області Тульча, є понад сто дворів, будівлі та побут його жителів зберігають ознаки українського козацького побуту, українського духу, українських традицій.
У 1813 році передав булаву Семену Морозу. Наприкінці 1814 року козаки зібралися на раду, маючи намір знову обрати його кошовим. Калниболоцький, перебуваючи вже в дуже статечному віці, порадив козакам обрати когось молодшого та вдатнішого і віддав булаву січовому товариству. На початку 1815 року Самійло Калниболоцький помер.